# Malatya (tartomány)
Malatya tartomány Törökország központi részétől kissé keletre helyezkedik el. Szomszédos tartományok: Adıyaman, Kahramanmaraş, Sivas, Erzincan, Tunceli és Elazığ. Székhelye: Malatya városa. A tartomány híres a kajszibarackjáról is.

## Közigazgatás
A tartomány 10 körzetre (ilcse) oszlik: 
- Akçadağ
- Arapgir
- Arguvan
- Battalgazi
- Darende
- Doğanşehir
- Doğanyol
- Hekimhan
- Kale
- Kuluncak
- Malatya
- Pütürge
- Yazıhan
- Yeşilyurt

## Külső hivatkozások
- Malatya tartomány honlapja

Koordináták: é. sz. 38° 29′ 03″, k. h. 38° 08′ 11″38.484167°N 38.136389°E